# Hortense Allart de Méritens
Hortense Allart de Méritens (7. září 1801, Milán – 28. února 1879, Montlhéry) byla francouzská spisovatelka a feministická esejistka.
Hortense Allart prosazovala volnou lásku a zrovnoprávnění žen. Spolupracovala s Gazette des femmes. Zabývala se také filozofií. Stýkala se s mnoha slavnými muži své doby, například s Chateaubriandem.

## Dílo
- Novum organum ou sainteté philosophique, Paris, Garnier frères, 1857
- La femme et la démocratie de nos temps, Paris, Delaunay, 1836
- Derniers enchantements, Paris, M. Lévy, 1874
- Gertrude, Paris, Dupont, 1828
- Histoire de la république de Florence, Paris, Delloye, 1843
- La femme et la démocratie de nos temps, Paris, Delaunay et Pinard, 1836
- Les enchantements de Prudence, Avec George Sand, Paris, Michel Lévy frères, 1873
- Les nouveaux enchantements, Paris, C. Lévy, 1873
- Lettere inedite a Gino Capponi, Genova, Tolozzi, 1961
- Lettres inédites à Sainte-Beuve (1841-1848) avec une introduction des notes, Éd. Léon Séché, Paris, Société du Mercure de France, 1908
- Lettres sur les ouvrages de Madame de Staël, Paris, Bossange, 1824
- Mémoires de H.L.B. Henry Lytton Bulwer, Houston : University of Houston, 1960-1969
- Nouvelles lettres à Sainte-Beuve, 1832-1864; les lettres de la collection Lovenjoul, Genève, Librairie Droz, 1965
- Settimia, Bruxelles, A. Wahlen, 1836
- Essai sur l’histoire politique depuis l’invasion des barbares jusqu’en 1848, 1857